# Amalrico II de Narbona
Amalrico II de Narbona (em francês: Amalric II) foi um governante de Narbona com origem na Casa de Lara que governou o viscondado de Narbona entre 1298 e 1328. O seu governo foi antecedido pelo de Emérico IV de Narbona e foi seguido pelo de Emérico V de Narbona. 